# 李彤 (1967年)
李彤（1967年7月—），男，安徽当涂人，现任南京艺术学院副院长，书法专业教授、博士生导师。

## 生平
1987年毕业于安徽师范大学物理系，毕业后分配至马鞍山工作。1991年考入西南师范大学书法专业研究生，1994年获硕士学位，研究生毕业后被分配到宁波大学艺术学院任教。2002年考入南京艺术学院攻读书法专业博士学位，于2005年获博士学位并留校任教。历任南京艺术学院美术学院院长助理，美术学院副院长，美术学院党总支书记兼常务副院长，校党委常委、组织部部长。现任南京艺术学院校党委常委、副院长兼组织部部长。

## 社会兼职
中国书法家协会会员，西泠印社社员，江苏省书法家协会理事，江苏省文艺评论家协会理事，南京市文艺评论家协会副主席。

## 学术贡献
作品多次入展全国、省、市及西泠印社书法、篆刻展览，教学成果曾获国家教学成果2等奖、江苏省教学成果1等奖，博士论文获江苏省优秀博士学位论文。